# Dominik (kasztelan bydgoski)
Dominik – skarbnik inowrocławski w latach 1280–1284, kasztelan bydgoski w latach 1286–1292.
Jego przynależność rodowa nie określona, być może pochodził z rodu Roliców. Występował w otoczeniu księcia inowrocławskiego Ziemomysła, a po jego śmierci u boku jego żony, regentki, opiekunki małoletnich synów zmarłego - Salomei.
Pierwsza wzmianka o Dominiku – skarbniku księcia Ziemomysła znajduje się w dwóch dokumentach: z 29 marca 1280 r. i z 18 maja 1284 r.
Natomiast pierwszą wzmiankę o Dominiku jako kasztelanie bydgoskim zawiera dokument Ziemomysła z 23 czerwca 1286 r.
Później jako kasztelan występuje również w dokumentach:
- księcia Ziemomysła z 29 września 1287 r.,
- księżnej Salomei z 15 września 1288 r.,
- księżnej Salomei z synami Leszkiem, Przemysławem i Kazimierzem z 8 maja 1294 r.

Źródła milczą o jego losach po 1294 r.